# Pei Songzhi
Pei Songzhi (372–451) was een Chinees historicus, werkzaam onder de Liu Song-dynastie. Zijn belangrijkste werk was een commentaar op de Kroniek van de Drie Rijken, een van de boeken uit de reeks officiële geschiedenissen van Chinese keizerlijke dynastieën. Dit commentaar maakte de Kroniek tot een afgesloten en samenhangend geheel en vormt sindsdien een integraal onderdeel van dat werk.

## Afkomst
De Pei-clan was invloedrijk en oorspronkelijk afkomstig uit Wenxi (聞喜) in Hedong (河東), het huidige Wenxi in de stadsprefectuur Yuncheng van de provincie Shanxi. Tijdens de onlusten als gevolg van de Oorlog van de Acht Prinsen en de val van de Westelijke Jin-dynastie trok een deel van de clan naar Jiankang, de nieuwe hoofdstad. Pei Mei (裴昧, *ca.310), grootvader van Pei Songzhi en Pei Gui (裴珪, *ca.341), zijn vader, waren hoge functionarissen aan het keizerlijk hof van de Oostelijke Jin-dynastie.
Van de jeugd van Pei Songzhi is nauwelijks iets bekend. Hij had al vroeg belangstelling voor literatuur en zou reeds als achtjarige jongen zowel de Gesprekken van Confucius als het Boek der Liederen hebben beheerst.

## Ambtelijke loopbaan
Pei Songzhi begon zijn ambtelijke loopbaan in 391 als functionaris aan het hof van keizer Xiaowu (r.372–396). Zijn oom, Yu Kai (庾楷, †399), inspecteur van de provincie Yu, probeerde hem tot gouverneur van Xinye (新野, het huidige Xinye in de stadsprefectuur Nanyang van de provincie Henan) benoemd te krijgen. Pei nam de functie om onduidelijke redenen echter niet aan, wat hem mogelijk redde van executie omdat zijn oom in 398/399 een mislukte coup pleegde en daarvoor terechtgesteld werd.
Rond 405 verliet Pei het hof en werd magistraat van het district Guzhang (故鄣) in de commanderie Wuxing (吳興, het huidige Wuxing in de provincie Zhejiang), maar moet kort daarna weer teruggekeerd zijn naar het hof. Uit die tijd is een memorandum van hem bekend waarin hij pleitte voor een verbod op het maken van steles door privé-personen.
In 409 kreeg generaal Liu Yu (劉裕, 363–422) opdracht om Latere Qin, een van de Zestien Koninkrijken, aan te vallen. Pei Songzhi kwam bij hem in dienst en vervulde een aantal ambtelijke functies, waaronder bestuurder van Luoyang, nadat die stad door Liu was veroverd. In 420 maakte Liu Yu een einde aan de Oostelijke Jin en vestigde zijn eigen dynastie, de Liu Song. Pei Songzhi kwam bij hem in dienst als leraar (博士, boshi) aan de nationale universiteit en lid van het gevolg (冗從僕射, rongcong puye) van de kroonprins. Pei bleef ook onder de nieuwe keizer Wen (r.424-453) in dienst van het hof. In 426 werd hij op een inspectiereis naar Xiangzhou 湘州 (het huidige Hunan) gestuurd, waarna hij benoemd werd tot markies van het district Xi (西鄉侯, xixiang hou). 
Vervolgens kreeg Pei een aantal functies buiten de hoofdstad, waaronder gouverneur van Yongjia (永嘉, het huidige Wenzhou in de provincie Zhejiang). Pei trok zich terug in 437, maar werd daarna toch weer benoemd, nu als boshi (博士, leraar) aan de nationale universiteit. Ook kreeg hij opdracht materiaal te ordenen voor een toekomstige dynastieke geschiedenis van de Liu Song, nadat He Chengtian, die oorspronkelijk deze taak had gekregen in 447 was overleden. Pei Songzhi zelf overleed in 451 op tachtigjarige leeftijd. Zijn biografie is opgenomen in de Songshu, juan 64.
Zijn zoon Pei Yin was, net als zijn vader een historicus. Hij is bekend geworden als samensteller van Shiji Jijiexu, (史記集解序, Verzamelde uitleg op de Shiji, een van de  sanjia zhu (三家注), commentaren van de drie geleerden op de Shiji.

## Werken

### Commentaar op deKroniek van de Drie Rijken
Het magnum opus van Pei Songzhi is zijn bewaard gebleven commentaar op de Kroniek van de Drie Rijken. Hij kreeg in 428 de keizerlijke opdracht om dit werk samen te stellen, het oorspronkelijk werk zou te bondig zijn en te veel hiaten bevatten. Op 8 september 429 kreeg keizer Wen het commentaar aangeboden. Hij was er zeer lovend over en noemde het werk bu xiu (不朽, onverwoestbaar, onbederfelijk). In een begeleidend memorandum gaf Pei aan zijn commentaar te hebben samengesteld om alles te beschrijven wat Chen Shou (de oorspronkelijke samensteller) had weggelaten, maar eigenlijk had moeten plaatsen, zodat de aldus ontstane hiaten konden worden opgevuld. Het commentaar bevat uitgebreide citaten uit 258 bronnen, die in de loop van de tijd bijna allemaal verloren zijn geraakt. Pei Songzhi noemde steeds de schrijvers en titels van de werken die hij als bron had gebruikt en hield bij zijn citatenkeuze ook rekening met de standpunten van de koninkrijken Wu en Shu, zelfs als dit tot tegenstrijdigheden leidde met het standpunt van de staat Wei. Alle citaten die een bepaalde gebeurtenis beschreven werden bij elkaar gezet, ook niet-officiële versies of onrealistische beschrijvingen. Vooral over dat laatste is Pei Songzhi door latere literaten bekritiseerd. Desondanks is zijn commentaar sindsdien aan alle uitgaven van de Kroniek van de Drie Rijken integraal toegevoegd.

### Andere werken
- De bibliografische verhandeling (Jingji zhi, 經籍志) van het Boek van de Sui vermeldt een verzameld werk (bieji, 別集) van Pei Songzhi in 13 juan en verder een catalogus uit de Liu Song-dynastie in 21 juan. Ook het Oud Boek van de Tang en het Nieuw boek van de Tang maken melding van een verzameld werk, nu in 30 juan. Dit werk moet verloren zijn geraakt onder de Song-dynastie.
- Pei Songzhi heeft verder Pei shi jia zhuan (裴氏家傳, een geschiedenis van de Pei-clan) samengesteld. Ook is de titel van een annalistisch historisch werk overgeleverd, Jin ji (晉紀, Jin annalen) en heeft hij Song Yuanjia qiju zhu (宋元嘉起居注, de dagboeken van activiteit en rust voor de regeerperiode van keizer Wen (424-453) geordend. Al deze werken zijn verloren geraakt.

## Geraadpleegde literatuur
- Knechtges, David R., 'Pei Songzhi' in: Knechtges, David R. en Chang Taiping (red.), Ancient and Early Medieval Literature. A Reference Guide (Handbuch der Orientalistik; 4. Abt., China; vol.25/1), Leiden (Brill) 2010, deel I, ISBN 978-90-04-19127-3, pp.710-714.

- Bibsys: 90550284
- Biblioteca Nacional de España: XX4722810
- Bibliothèque nationale de France: cb17029673k (data)
- CiNii: DA05639055
- Gemeinsame Normdatei: 173491138
- International Standard Name Identifier: 0000 0001 2208 7934
- Library of Congress Control Number: n84032073
- Bibliotheek van het Japanse parlement: 00336904
- Nationale Bibliotheek van Israël: 987007594549605171
- Nederlandse Thesaurus van Auteursnamen: 14643563X
- Réseau des bibliothèques de Suisse occidentale: 02-A018322102
- Système universitaire de documentation: 084592907
- Trove: 1341179
- Virtual International Authority File: 11240333
- WorldCat: E39PBJjXkv7jRVRhFr8b7P4g8C